# Batote (Servië)
Batote (Servisch cyrillisch: Батоте) is een plaats in de Servische gemeente Brus. De plaats telt 498 inwoners (2002).